# بارني راسيل
بارني راسيل (11 أغسطس 1890 بسيدني في أستراليا - 13 يوليو 1961) (بالإنجليزية: Barney Russell)‏ هو لاعب كريكت أسترالي.

## وصلات خارجية
- بارني راسيل على موقع إي آس بي آن كريك إنفو (الإنجليزية)